# D-mente (álbum)
D-mente es el primer álbum de la banda argentina hómonima. Fue editado en el año 2006 y contiene 13 pistas.

## Lista de temas
1. Adicto
2. Creas o no
3. Dispuestos a matar
4. Enviciado
5. Sueño en gotas
6. Disparo
7. Tentación
8. Rugen sus voces
9. Águilas
10. Embrión de la vida
11. Ojos del cielo
12. El Nuevo Camino Del Hombre (A.N.I.M.A.L. versión en vivo) (tema extra)
13. Sueño en Gotas (acústico) (tema extra)

## Músicos invitados
- Alina Gandini (Coros, en tema 3 / Piano, en tema 11).
- Juanse de Ratones Paranoicos (Voz, en tema 7).
- León Gieco (Voz y armónica, en tema 11).
- Mariana Baraj (Percusión, en tema 11).
- Gustavo Cerati (Voz, en tema 13).